# 하리마토쿠사역
하리마토쿠사역(일본어: 播磨徳久駅)은 일본 효고현 사요군 사요정에 위치한 서일본 여객철도 기신 선의 철도역이다. 단선 승강장 1면 1선의 구조를 갖춘 지상역이다.

## 이용 현황
| 승차 인원 추이 | 승차 인원 추이 |
| 연도           | 1일 평균       |
| -------------- | -------------- |
| 2000           | 172            |
| 2001           | 146            |
| 2002           | 135            |
| 2003           | 129            |
| 2004           | 121            |
| 2005           | 120            |
| 2006           | 114            |
| 2007           | 115            |
| 2008           | 109            |
| 2009           | 108            |
| 2010           | 119            |

## 역 주변
- 사요 정청 난코 지소

## 역사
- 1935년 7월 30일 : 기즈 철도 (당시) 미카즈키 역 - 사요 역 간 연신 때에 개업.
- 1936년
  - 4월 8일 : 당시를 포함한 히메지 역 - 히가시쓰야마 역 간이 전체 개통했기 때문에 기즈히가시 선이 기즈 선의 일부로 되어, 이 역도 그 선의 소속이 된다.
  - 10월 10일 : 기즈 선이 기신 선의 일부로 되어, 이 역도 그 선의 소속으로 한다.
- 1986년 11월 1일 : 무인화.
- 1987년 4월 1일 : 일본국유철도 분할 민영화에 의해, 서일본 여객철도가 승계.

## 인접 역
| 서일본 여객철도 기신 선 | 서일본 여객철도 기신 선 | 서일본 여객철도 기신 선 |
| ----------------------- | ----------------------- | ----------------------- |
| 미카즈키 히메지 방면    | ■ 기신 선               | 사요 니미 방면          |